# Renged (Kresek)
Renged is een bestuurslaag in het regentschap Tangerang van de provincie Banten, Indonesië. Renged telt 7135 inwoners (volkstelling 2010).